# Deir al-Ghusun
Deir al-Ghusun (àrab: دير الغصون, Dayr al-Ḡuṣūn) és un municipi palestí de la governació de Tulkarem, a Cisjordània, 8 kilòmetres al nord-est de Tulkarem. Es troba vora la Línia verda que separa Cisjordània d'Israel. Segons l'Oficina Central Palestina d'Estadístiques tenia 8.242 habitants el 2006 Es troba a una altitud de 200 metres.

## Història
Deir el-Ghusun podria haver estat el poble marcat com "El Dair" al mapa de Pierre Jacotin elaborat durant la invasió de Napoleó en 1799. A mitjans del segle xix va ser conegut per la seva producció de cotó.
En 1863, a les acaballes de l'Imperi Otomà, l'explorador francès Victor Guérin va passar-hi i assenyalà la vila al sud d'Attil. La va descriure com a gran, i ocupant una cimera. En 1882 el Survey of Western Palestine del Fons per a l'Exploració de Palestina la descriu com «un vila de grandària moderada, en un turó, amb un pou a l'oest. Al nord és obert al sòl baix. Està envoltat de magnífics boscos d'olives, que ocupen una àrea d'uns tres quilòmetres quadrats cap al sud.»
A principis del segle xx, els residents de Deir el-Ghusun van establir caserius agrícoles coneguts com a khirba, utilitzats principalment durant les estacions d'arada i collita, als afores del poble. A partir dels anys vint, sis d'ells es van convertir en viles independents.

### Època del Mandat Britànic
Segons el cens organitzat en 1922 per les autoritats del Mandat Britànic, Deir al Ghusun tenia 1,.410 musulmans, incrementats en el cens de Palestina de 1931 a 2,060 musulmans en 451 cases.
En 1945, Deir al-Ghusun fou comptades amb les viles que després formarien Zemer, i plegades tenien una població de 2,860 musulmans, amb un total de 27,770 dúnams de terra. D'aquests, un total de 183 dúnams eren per cítrics i bananes, 13,757 eren per plantacions i terra de rec, 11,585 dúnams eren per a cereals, mentre 94 dúnams eren classificats com a sòl edificat.
Les viles de Jarisha i Masqufa eren situades dins Deir al-Ghusun però governades per consells de vila independents.

### Després de 1948
Després de la de la Guerra araboisraeliana de 1948, i després dels acords d'Armistici de 1949, Deir al-Ghusun va restar en mans de Jordània. Després de la Guerra dels Sis Dies el 1967, ha estat sota ocupació israeliana.